# Dogs Are Everywhere
Dogs Are Everywhere è un singolo del gruppo musicale britannico Pulp, pubblicato nel 1986.

## Tracce
1. Dogs Are Everywhere – 4:53
2. The Mark of the Devil – 4:36
3. 97 Lovers – 4:30
4. Aborigine – 4:53
5. Goodnight – 5:08

## Formazione
- Jarvis Cocker - voce, chitarra
- Russell Senior - chitarra, violino
- Candida Doyle - tastiera
- Peter Mansell - basso
- Magnus Doyle - batteria